# یان فرم
یان فرم (زاده ۲۹ اوت ۱۹۸۰) یک نقشه خوان رالی اهل فنلاند است. او در حال حاضر در تیم رالی جهانی هیوندای هم‌تیمی اساپکا لاپی است که در مسابقات رالی قهرمانی جهان رقابت می‌کند.